# Liste de peintures d'Armand Guillaumin
Cette page fournit une liste de peintures de Armand Guillaumin (1841-1927).
| Image | Genre    | Titre                                              | Date      | Technique       | Dimensions   | Lieu de Conservation                   | Référence                              |
| ----- | -------- | -------------------------------------------------- | --------- | --------------- | ------------ | -------------------------------------- | -------------------------------------- |
|       | Paysage  | Seine                                              | 1867-1868 | huile sur toile | 26 × 50 cm   | Musée de l'Ermitage, Saint-Pétersbourg | Muséeconsulté le 1er mars 2023         |
|       | Portrait | Portrait de Pissarro                               | 1868 vers | huile sur toile | 45 × 38 cm   | Musée de l'Évêché de Limoges           | Musée d'Orsayconsulté le 1er mars 2023 |
|       | Paysage  | Chemin creux, effet de neige                       | 1869      | huile sur toile | 66 × 55 cm   | Musée d'Orsay, Paris                   | Muséeconsulté le 1er mars 2023         |
|       | Paysage  | L'Aqueduc d'Arcueil au passage à niveau de Sceaux  | 1869-1879 | huile sur toile | 51 × 65 cm   | Art Institute of Chicago               | Muséeconsulté le 3 mars 2023           |
|       | Paysage  | Péniches sur la Seine à Bercy                      | 1871      | huile sur toile | 51 × 73 cm   | Musée d'Orsay, Paris                   | Muséeconsulté le 1er mars 2023         |
|       | Paysage  | Vue de la Seine, Paris                             | 1871      | huile sur toile | 126 × 181 cm | musée des Beaux-Arts de Houston        | Muséeconsulté le 1er mars 2023         |
|       | Paysage  | Paysage d'Ile de France                            | 1871      | huile sur toile | 98 × 84 cm   | Collection privée, Vente 2020          | Muséeconsulté le 3 mars 2023           |
|       | Paysage  | Pont ferroviaire au-dessus de la Marne à Joinville | 1871-1875 | huile sur toile | 59 × 72 cm   | New York, Metropolitan Museum of Art   | Muséeconsulté le 28 février 2023       |

## Les Expositions Impressionnistes
| Image | Genre        | Titre                                         | Date      | Technique                             | Dimensions   | Lieu de Conservation                  | Référence                                          |
| ----- | ------------ | --------------------------------------------- | --------- | ------------------------------------- | ------------ | ------------------------------------- | -------------------------------------------------- |
|       | Paysage      | Paysage près de Louveciennes                  | 1872      | huile sur toile                       | 56 × 46 cm   | Musée Wallraf Richartz, Cologne       | Patrimoine culturel Cologneconsulté le 2 mars 2023 |
|       | Portrait     | Autoportrait                                  | 1872      | pastel sur papier marouflé sur carton | 38 × 32 cm   | Cleveland Museum of Art               | Muséeconsulté le 3 mars 2023                       |
|       | Portrait     | Autoportrait                                  | 1872-1874 | huile sur toile                       | 45 × 37 cm   | Cleveland Museum of Art               | Muséeconsulté le 2 mars 2023                       |
|       | Paysage      | Soleil couchant à Ivry                        | 1873      | huile sur toile                       | 66 × 81 cm   | Musée d'Orsay, Paris                  | Muséeconsulté le 1er mars 2023                     |
|       | Paysage      | La Seine à Charenton                          | 1873      | huile sur toile                       | 53 × 63 cm   | Norton Simon Museum, Pasadena         | Muséeconsulté le 1er mars 2023                     |
|       | Paysage      | Le Quai de Bercy                              | 1874 vers | huile sur toile                       | 39 × 56 cm   | Musée Carnavalet, Paris               | ParisMuséesconsulté le 2 mars 2023                 |
|       | Paysage      | La Seine à Paris                              | 1874 vers | huile sur toile                       | 45 × 61 cm   | Collection privée, Vente 2016         | Catalogue Bonhamsconsulté le 2 mars 2023           |
|       | Paysage      | La Seine                                      | 1874      | huile sur toile                       | 45 × 62 cm   | Musée des Beaux-Arts de San Francisco | Muséeconsulté le 2 mars 2023                       |
|       | Portrait     | Portrait de l'artiste                         | 1875 vers | huile sur toile                       | 73 × 60 cm   | Musée d'Orsay, Paris                  | Muséeconsulté le 1er mars 2023                     |
|       | Paysage      | Le Pont Louis-Philippe                        | 1875 vers | huile sur toile                       | 46 × 60 cm   | National Gallery of Art, Washington   | Muséeconsulté le 4 mars 2023                       |
|       | Paysage      | Paysage de l’Ile-de-France                    | 1875 vers | huile sur toile                       | 65 × 81 cm   | Collection privée, Vente 2021         | Catalogue Christe'sconsulté le 2 mars 2023         |
|       | Paysage      | Le Chemin dans le bois                        | 1875      | huile sur toile                       | 56 × 46 cm   | Bogotá, Musée Botero                  | Banrepculturalconsulté le 2 mars 2023              |
|       | Paysage      | Paysage d'automne                             | 1875      | huile sur toile                       | 180 × 123 cm | Musée national de Norvège             | Muséeconsulté le 3 mars 2023                       |
|       | Paysage      | Les Bords de la Bièvre                        | 1875      | huile sur toile                       | 59 × 73 cm   | Collection privée, Vente 2011         | Catalogue Sotheby'sconsulté le 3 mars 2023         |
|       | Paysage      | Une rue à Pontoise                            | 1876 vers | huile sur toile                       | 40 × 32 cm   | Collection privée, Vente 2018         | Catalogue Sotheby'sconsulté le 4 mars 2023         |
|       | Nu           | Femme nue couchée                             | 1877 vers | huile sur toile                       | 49 × 65 cm   | Musée d'Orsay, Paris                  | Muséeconsulté le 5 mars 2023                       |
|       | Paysage      | Le Port de Charenton                          | 1878      | huile sur toile                       | 61 × 100 cm  | Musée d'Orsay, Paris                  | Muséeconsulté le 1er mars 2023                     |
|       | Portrait     | Autoportrait à la palette                     | 1878      | huile sur toile                       | 60 × 50 cm   | Amsterdam, musée van Gogh             | Muséeconsulté le 1er mars 2023                     |
|       | Paysage      | Vergers en Ile-de-France                      | 1878      | huile sur toile                       | 54 × 65 cm   | Collection privée                     | Artnetconsulté le 2 mars 2023                      |
|       | Portrait     | Le Docteur Martinez dans l'atelier du peintre | 1878      | huile sur toile                       | 89 × 74 cm   | Collection privée, Vente 2017         | Catalogue Sotheby'sconsulté le 3 mars 2023         |
|       | Nature morte | Nature morte aux pommes                       | 1880 vers | huile sur toile                       | 19 × 24 cm   | Collection privée, Vente 2023         | Catalogue Aguttesconsulté le 2 mars 2023           |
|       | Paysage      | Berges de la Seine à Paris                    | 1880 vers | huile sur toile                       | 44 × 79 cm   | Collection privée, Vente 2017         | Catalogue Sotheby'sconsulté le 2 mars 2023         |
|       | Paysage      | Dans le jardin                                | 1880 vers | huile sur toile                       | 50 × 61 cm   | Musée national de Norvège             | Muséeconsulté le 2 mars 2023                       |
|       | Paysage      | La Seine a Paris                              | 1880      | huile sur toile                       | 33 × 46 cm   | Collection privée, Vente 2013         | Catalogue Christie'sconsulté le 2 mars 2023        |
|       | Paysage      | Damiette, Été de la Saint-Martin              | 1884 vers | huile sur toile                       | 73 × 100 cm  | Collection privée, Vente 2021         | Catalogue Christie'sconsulté le 2 mars 2023        |
|       | Paysage      | Ferry Boat                                    | 1885      | huile sur toile                       | 59 × 72 cm   | Columbia Museum of Art                | Muséeconsulté le 28 février 2023                   |
|       | Paysage      | Le Chemin vers la vallée                      | 1885      | huile sur toile                       | 115 × 89 cm  | Petit Palais, Paris                   | Paris Muséesconsulté le 2 mars 2023                |
|       | Paysage      | Crépuscule à Damiette                         | 1885      | huile sur toile                       | 72 × 139 cm  | Petit Palais                          | Fiche Atlas                                        |
|       | Paysage      | La Seine à Charenton                          | 1885 vers | huile sur toile                       | 46 × 64 cm   | Toulouse Fondation Bemberg            | RMNconsulté le 1 Mmars 2023                        |
|       | Paysage      | Quais de la Seine à Charenton                 | 1886      | pastel sur vélin                      | 48 × 63,5 cm | musée d'Évreux                        | Notice Jocondeconsulté le 1er mars 2023            |
|       | Paysage      | Quais de la Seine à Charenton                 | 1886      | pastel sur vélin                      | 48 × 63,5 cm | musée d'Évreux                        | Notice Jocondeconsulté le 1er mars 2023            |
|       | Paysage      | Les Meules                                    | 1886      | pastel sur vélin                      | 79 × 112 cm  | Collection privée, Vente 2019         | Mutualartconsulté le 5 mars 2023                   |
|       | Paysage      | Les Pommiers en fleurs, Ile de France         | 1887 vers | huile sur toile                       | 59 × 74 cm   | Collection privée, Vente 2009         | Catalogue Sotheby'sconsulté le 3 mars 2023         |
|       | Portrait     | Portrait de Madame Guillaumin                 | 1888      | pastel sur toile                      | 50 × 46 cm   | Musée des beaux-arts de Rouen         | Musée d'Orsayconsulté le 1er mars 2023             |
|       | Paysage      | Village en Île-de-France                      | 1888      | huile sur toile                       | 54 × 65 cm   | musée Soumaya, Mexico                 | Muséeconsulté le 1er mars 2023                     |
|       | Paysage      | Pont dans la montagne                         | 1889      | huile sur toile                       | 65 × 82 cm   | musée des Beaux-Arts de Boston        | Muséeconsulté le 3 mars 2023                       |

## Vers le Fauvisme
| Image | Genre          | Titre                                                             | Date       | Technique                         | Dimensions  | Lieu de Conservation                         | Référence                                   |
| ----- | -------------- | ----------------------------------------------------------------- | ---------- | --------------------------------- | ----------- | -------------------------------------------- | ------------------------------------------- |
|       | Paysage        | Paysage de rivière                                                | 1890       | huile sur toile                   | 65 × 82 cm  | Jérusalem, musée d’Israël                    | Muséeconsulté le 1er mars 2023              |
|       | Scène de genre | Le Cantonnier                                                     | 1890       | huile sur toile                   | 60 × 73 cm  | Rhode Island School of Design Museum         | Muséeconsulté le 2 mars 2023                |
|       | Paysage        | Bords de l'Orge à Epigny                                          | 1890 vers  | huile sur toile                   | 65 × 54 cm  | Collection privée, Vente 2017                | Catalogue Sotheby'sconsulté le 2 mars 2023  |
|       | Paysage        | La Seine en amont de Rouen                                        | 1890 vers  | huile sur toile                   | 49 × 65 cm  | Collection privée, Vente 2009                | Catalogue Sotheby'sconsulté le 3 mars 2023  |
|       | Paysage        | Route de Damiette                                                 | 1890 vers  | huile sur toile                   | 60 × 73 cm  | Collection privée, Vente 2020                | Catalogue Sotheby'sconsulté le 4 mars 2023  |
|       | Paysage        | Breuillet                                                         | 1890 août  | huile sur toile                   | 55 × 88 cm  | Collection privée, Vente 2020                | Catalogue Sotheby'sconsulté le 2 mars 2023  |
|       | Paysage        | Paysage d’Île-de-France                                           | 1890 août  | huile sur toile                   | 50 × 61 cm  | Collection privée, Vente 2016                | Catalogue Sotheby'sconsulté le 4 mars 2023  |
|       | Paysage        | Les Grottes de Prunal près de Pontgibaud (Auvergne)               | 1890 vers  | huile sur toile                   | 73 × 92 cm  | Musée des Beaux-Arts de Gand                 | Muséeconsulté le 2 mars 2023                |
|       | Portrait       | Autoportrait                                                      | 1890-1895  | huile sur toile                   | 32 × 41 cm  | Musée d'Art Ōhara, Kurashiki                 | Google Artsconsulté le 1er mars 2023        |
|       | Paysage        | L’Écluse du Moulin Bouchardon, à Crozant                          | 1892 après | huile sur toile                   |             | musée des beaux-arts de Liège                | Catalogue                                   |
|       | Paysage        | Saint-Palais, la Pointe de la Douane, août 92, 10 heures du matin | 1892       | huile sur toile                   | 65 × 80 cm  | Petit Palais, Paris                          | Paris Muséesconsulté le 2 mars 2023         |
|       | Paysage        | Les Roches rouges (L'Album des Peintres-Graveurs)                 | 1892 après | Lithographie au crayon de couleur | 43 × 57 cm  | Musée d'art de Baltimore                     | Muséeconsulté le 28 février 2023            |
|       | Paysage        | Agay                                                              | 1893       | huile sur toile                   | 73 × 100 cm | Collection privée                            | Fiche Atlas                                 |
|       | Paysage        | La Creuse à Crozant                                               | 1893 vers  | huile sur toile                   | 60 × 73 cm  | Le Havre, musée d'art moderne André-Malraux  | Muséeconsulté le 1er mars 2023              |
|       | Paysage        | Le Rocher de la Fileuse                                           | 1893-1920  | huile sur toile                   | 73 × 92 cm  | Petit Palais, Paris                          | Paris Muséesconsulté le 2 mars 2023         |
|       | Paysage        | La Creuse                                                         | 1893 après | huile sur toile                   | 65 × 81 cm  | Collection privée                            | Fiche Atlas                                 |
|       | Paysage        | Meules de foin en Île-de-France                                   | 1894 vers  | huile sur toile                   | 60 × 73 cm  | Musée Barberini, Potsdam                     | Muséeconsulté le 3 mars 2023                |
|       | Paysage        | Paysage de neige à Crozant                                        | 1895 vers  | huile sur toile                   | 60 × 73 cm  | Musée d'art moderne André Malraux, Le Havre  | Muséeconsulté le 3 mars 2023                |
|       | Paysage        | Paysage montagneux                                                | 1895 vers  | huile sur toile                   | 54 × 65 cm  | Neue Pinakothek, Munich                      | Muséeconsulté le 2 mars 2023                |
|       | Paysage        | Rochers à Agay                                                    | 1895 vers  | huile sur toile                   | 73 × 92 cm  | Petit Palais, Paris                          | Paris Muséesconsulté le 2 mars 2023         |
|       | Paysage        | Bords de Marne à Charenton                                        | 1895 vers  | huile sur toile                   | 32 × 40 cm  | Cleveland Museum of Art                      | Muséeconsulté le 2 mars 2023                |
|       | Paysage        | Le Hameau de Peschadoires                                         | 1895 vers  | huile sur toile                   | 82 × 65 cm  | Musée des beaux-arts de Rennes               | Musée d'Orsayconsulté le 1er mars 2023      |
|       | Paysage        | Église de Saint-Julien-des-Chazes, Allier                         | 1895 vers  | huile sur toile                   | 60 × 72 cm  | Collection privée, Vente 2016                | Catalogue Sotheby'sconsulté le 2 mars 2023  |
|       | Paysage        | Hauteur de la Sédelle, paysage de la Creuse                       | 1895 vers  | huile sur toile                   | 55 × 73 cm  | Collection privée, Vente 2021                | Catalogue Christie'sconsulté le 2 mars 2023 |
|       | Paysage        | Paysage avec ruines                                               | 1897       | huile sur toile                   | 79 × 93 cm  | Musée des beaux-arts de Rennes               | Musée d'Orsayconsulté le 1er mars 2023      |
|       | Paysage        | Paysage avec ruines                                               | 1897       | huile sur toile                   | 79 × 93 cm  | musée des Beaux-Arts Pouchkine               | Muséeconsulté le 1er mars 2023              |
|       | Paysage        | La Seine à Samois                                                 | 1898 vers  | huile sur toile                   | 60 × 73 cm  | Musée d'art moderne André Malraux, Le Havre  | Muséeconsulté le 3 mars 2023                |
|       | Paysage        | Les Quais de la Seine à Rouen                                     | 1898 vers  | huile sur toile                   | 60 × 81 cm  | Collection privée, Vente 2017                | Catalogue Sotheby'sconsulté le 3 mars 2023  |
|       | Paysage        | Le Pont de Corneille à Rouen                                      | 1898 vers  | huile sur toile                   | 46 × 61 cm  | Collection privée, Vente 2021                | Catalogue Sotheby'sconsulté le 4 mars 2023  |
|       | Paysage        | Le Moulin de Bouchardon, Crozant                                  | 1898 vers  | huile sur toile                   | 65 × 81 cm  | New York, Metropolitan Museum of Art         | Muséeconsulté le 28 février 2023            |
|       | Paysage        | Le Sancy vu de Saint-Sauves-d'Auvergne                            | 1898 vers  | huile sur toile                   | 60 × 73 cm  | Clermont-Ferrand, musée d'art Roger-Quilliot | Notice Jocondeconsulté le 28 février 2023   |
|       | Paysage        | Vue du Puy de Dôme                                                | 1899 vers  | huile sur toile                   | 65 × 81 cm  | Musée Barberini, Potsdam                     | Muséeconsulté le 3 mars 2023                |

## LeXXesiècle
| Image | Genre   | Titre                                                       | Date           | Technique                             | Dimensions  | Lieu de Conservation                         | Référence                                   |
| ----- | ------- | ----------------------------------------------------------- | -------------- | ------------------------------------- | ----------- | -------------------------------------------- | ------------------------------------------- |
|       | Paysage | Paris, Quai d'Austerlitz                                    | 1900           | huile sur toile                       | 65 × 81 cm  | Collection privée, Vente 2021                | Catalogue Sotheby'sconsulté le 3 mars 2023  |
|       | Paysage | Le Barrage de Genetin                                       | 1900 vers      | huile sur toile                       | 66 × 93 cm  | Musée de l'Évêché de Limoges                 | Muséeconsulté le 1er mars 2023              |
|       | Paysage | Pâturage des Granges Crozant                                | 1900 vers      | huile sur toile                       | 59 × 82 cm  | Lausanne, Fondation de l'Hermitage           | Muséeconsulté le 2 mars 2023                |
|       | Paysage | Marine à Saint-Palais                                       | 1900 vers      | huile sur toile                       | 54 × 65 cm  | Collection privée, Vente 2012                | Catalogue Sotheby'sconsulté le 2 mars 2023  |
|       | Paysage | Le Rocher rouge à Agay                                      | 1900 vers      | huile sur toile                       | 73 × 92 cm  | Collection privée, Vente 2017                | Catalogue Sotheby'sconsulté le 3 mars 2023  |
|       | Paysage | Les Ruines du château de Crozant                            | 1900 vers      | huile sur toile                       | 72 × 92 cm  | Collection privée, Vente 2019                | Catalogue Sotheby'sconsulté le 3 mars 2023  |
|       | Paysage | L'Île Besse à Agay                                          | 1901 mai       | huile sur toile                       | 73 × 92 cm  | Collection privée, Vente 2018                | Catalogue Christie'sconsulté le 3 mars 2023 |
|       | Paysage | Paysage maritime                                            | 1900 après     | huile sur toile                       | 24 × 33 cm  | Petit Palais, Paris                          | Paris Muséesconsulté le 2 mars 2023         |
|       | Paysage | Le Rocher rouge à Agay                                      | 1900-1910      | huile sur toile                       | 59 × 81 cm  | Collection privée, Vente 2017                | Catalogue Sotheby'sconsulté le 3 mars 2023  |
|       | Paysage | Agay                                                        | 1901 vers      | huile sur toile                       | 66 × 93 cm  | Bass Museum                                  | [réf. nécessaire]                           |
|       | Paysage | Les Pâturages                                               | 1900-1910      | huile sur toile                       | 58 × 79 cm  | Collection particulière                      | [ 5 ]                                       |
|       | Paysage | Pontcharra, Vallée de l’Isère, le Mont Granier dans le fond | 1901 juillet   | huile sur toile                       | 60 × 73 cm  | Collection privée, Vente 2021                | Catalogue Christie'sconsulté le 3 mars 2023 |
|       | Paysage | Paysage de la Creuse vue du Pont Charraud                   | 1901 vers      | huile sur toile                       | 65 × 81 cm  | Collection privée, Vente 2009                | Catalogue Sotheby'sconsulté le 3 mars 2023  |
|       | Paysage | La Barrière à Crozant                                       | 1902           | huile sur toile                       | 60 × 81 cm  | Musée des Beaux-Arts de Dijon                | Notice Jocondeconsulté le 28 février 2023   |
|       | Paysage | Le Moulin de la Folie à Crozant                             | 1902 vers      | huile sur toile                       |             | Musée de l'Évêché de Limoges                 | Muséeconsulté le 1er mars 2023              |
|       | Paysage | Paysage de la Creuse                                        | 1902 vers      | huile sur toile                       | 65 × 54 cm  | Collection privée, Vente 2011                | Catalogue Sotheby'sconsulté le 3 mars 2023  |
|       | Paysage | Paysage de la Manche (mer)                                  | 1902 vers      | huile sur toile                       | 49 × 60 cm  | Collection privée, Vente 2011                | Catalogue Sotheby'sconsulté le 3 mars 2023  |
|       | Paysage | Crozant, Pont Charraud                                      | 1903           | huile sur toile                       | 38 × 47 cm  | Musée des Beaux-Arts de Houston              | Muséeconsulté le 2 mars 2023                |
|       | Paysage | Bords de l'Orge                                             | 1903 vers      | huile sur toile                       | 65 × 81 cm  | Collection privée, Vente 2017                | Catalogue Sotheby'sconsulté le 2 mars 2023  |
|       | Paysage | Bord de mer à Agay                                          | 1903 vers      | huile sur toile                       | 60 × 73 cm  | Petit Palais (Genève)                        | Fiche Atlas                                 |
|       | Paysage | Vallée de la Sédelle au Pont Charraud : gelée blanche       | 1903-1911      | huile sur toile                       | 94 × 128 cm | Cleveland Museum of Art                      | Muséeconsulté le 2 mars 2023                |
|       | Paysage | Chemin près de Crozant                                      | 1904           | huile sur toile                       |             | Musées de Belfort                            | Muséeconsulté le 1er mars 2023              |
|       | Paysage | Moulins à vent sur le canal en Hollande                     | 1904 vers      | huile sur toile                       | 38 × 46 cm  | Collection privée, Vente 2016                | Muséeconsulté le 3 mars 2023                |
|       | Paysage | Vue de Saint-Sauves                                         | 1905           | huile sur toile                       | 65 × 81 cm  | Clermont-Ferrand, musée d'art Roger-Quilliot | Notice Jocondeconsulté le 28 février 2023   |
|       | Paysage | Agay - Les Roches Rouges                                    | 1905           | huile sur toile                       | 65 × 81 cm  | musée d'art d'Indianapolis                   | Muséeconsulté le 2 mars 2023                |
|       | Paysage | Le Moulin Bouchardon, Creuse                                | 1905 vers      | huile sur toile                       | 55 × 65 cm  | Collection privée, Vente 2018                | Catalogue Sotheby'sconsulté le 3 mars 2023  |
|       | Paysage | Le Moulin Brigand et les ruines du Château de Crozant       | 1905 vers      | huile sur toile                       | 60 × 73 cm  | Collection privée, Vente 2018                | Catalogue Sotheby'sconsulté le 3 mars 2023  |
|       | Paysage | Paysage de la Creuse                                        | 1905           | huile sur toile                       | 90 × 106 cm | Collection privée, Vente 2020                | Sotheby'sconsulté le 3 mars 2023            |
|       | Paysage | La Pêcherie à Crozant                                       | 1906           | huile sur toile                       | 73 × 100 cm | Musée des Beaux-Arts de Rouen                | Notice Jocondeconsulté le 3 mars 2023       |
|       | Paysage | Le Val André, la maison du douanier                         | 1907 septembre | huile sur toile                       | 54 × 72 cm  | Collection privée, Vente 2017                | Catalogue Sotheby'sconsulté le 3 mars 2023  |
|       | Paysage | La Roche de l’Echo, Crozant                                 | 1907 vers      | huile sur toile                       | 65 × 81 cm  | Collection privée, Vente 2020                | Catalogue Christie'sconsulté le 2 mars 2023 |
|       | Paysage | Le Barrage de Genetin, Crozant                              | 1907 vers      | huile sur toile                       | 53 × 73 cm  | Collection privée, Vente 2016                | Catalogue Sotheby'sconsulté le 3 mars 2023  |
|       | Paysage | Paysage de la Creuse, au printemps                          | 1908 vers      | huile sur toile                       | 46 × 55 cm  | Collection privée, Vente 2020                | Muséeconsulté le 2 mars 2023                |
|       | Paysage | Paysage au deux voiliers                                    | 1909           | pastel sur papier marouflé sur carton | 47 × 62 cm  | New York, Metropolitan Museum of Art         | Muséeconsulté le 28 février 2023            |
|       | Paysage | Vue des Alpes enneigés depuis l'Esterel                     | 1910 vers      | huile sur toile                       |             | Musée d'art de Baltimore                     | [réf. nécessaire]                           |
|       | Paysage | Paysage de la Creuse: Brouillard vers Crozant               | 1910 vers      | huile sur toile                       | 60 × 73 cm  | Collection privée, Vente 2023                | Catalogue Aguttesconsulté le 2 mars 2023    |
|       | Paysage | La Scierie de Poitiers                                      | 1910 vers      | huile sur toile                       | 54 × 73 cm  | Collection privée, Vente 2020                | Catalogue Christie'sconsulté le 2 mars 2023 |
|       | Paysage | La Manche                                                   | 1910 vers      | huile sur toile                       | 34 × 41 cm  | Collection privée, Vente 2017                | Catalogue Sotheby'sconsulté le 3 mars 2023  |
|       | Paysage | Le Brusc, paysage du Midi                                   | 1911 février   | huile sur toile                       | 73 × 92 cm  | Collection privée, Vente 2017                | Catalogue Sotheby'sconsulté le 3 mars 2023  |
|       | Paysage | Les Roches rouges à Agay                                    | 1912 vers      | huile sur toile                       | 66 × 81 cm  | Collection privée, Vente 2020                | Catalogue Christie'sconsulté le 2 mars 2023 |
|       | Paysage | Paysage                                                     | 1912 vers      | huile sur toile                       | 54 × 65 cm  | Collection privée, Vente 2020                | Catalogue Christie'sconsulté le 2 mars 2023 |
|       | Paysage | Pointe Notre-Dame-du-Trayas                                 | 1913           | huile sur toile                       |             | Musée Unterlinden, Colmar                    | Muséeconsulté le 28 février 2023            |
|       | Paysage | La Creuse à Genetin                                         | 1913           | huile sur toile                       | 65 × 80 cm  | Musée Marmottan, Paris                       | Muséeconsulté le 5 mars 2023                |
|       | Paysage | Rochers de l'Ile Besse, Agay                                | 1914 vers      | huile sur toile                       | 65 × 81 cm  | Collection privée, Vente 2021                | Catalogue Christie'sconsulté le 2 mars 2023 |
|       | Paysage | 10 février 1918 (Les Fermes du Pont Charraud)               | 1913           | huile sur toile                       |             | Musée de l'Évêché de Limoges                 | Muséeconsulté le 1er mars 2023              |
|       | Paysage | Paysage de la Creuse                                        | 1920           | huile sur toile                       | 60 × 73 cm  | Musée des Beaux-Arts de Pau                  | Muséeconsulté le 2 mars 2023                |
|       | Paysage | Vallée de la Sédelle                                        | 1920           | huile sur toile                       | 33 × 41 cm  | Collection privée, Vente 2010                | Catalogue Sotheby'sconsulté le 4 mars 2023  |

## Dates non documentées
| Image | Genre        | Titre                                      | Date | Technique               | Dimensions            | Lieu de Conservation                          | Référence                                  |
| ----- | ------------ | ------------------------------------------ | ---- | ----------------------- | --------------------- | --------------------------------------------- | ------------------------------------------ |
|       | Paysage      | Péniches                                   |      | huile sur toile         | 84 × 95 cm avec cadre | Bayonne, musée Bonnat-Helleu                  | Musée d'Orsayconsulté le 28 février 2023   |
|       | Paysage      | Paysage de la Creuse                       |      | huile sur bois          | 32 × 41 cm            | Lille, Palais des Beaux-Arts                  | Pop. cultureconsulté le 28 février 2023    |
|       | Paysage      | Les Lavandières                            |      | huile sur toile         |                       | Musée des Beaux-Arts de Carcassonne           | [réf. nécessaire]                          |
|       | Paysage      | Notre-Dame de Paris                        |      | huile sur toile         | 59 × 82 cm            | Rio de Janeiro, Museu Nacional de Belas Artes | Muséeconsulté le 1er mars 2023             |
|       | Paysage      | Agay, paysage du Midi                      |      | huile sur toile         | 50 × 61 cm            | Collection privée, Vente 2016                 | Catalogue Sotheby'sconsulté le 2 mars 2023 |
|       | Portrait     | Madame Guillaumin dans son jardin          |      | Pastel sur papier beige | 36 × 49 cm            | Musée Calvet, Avignon                         | Muséeconsulté le 2 mars 2023               |
|       | Portrait     | Paysage de la Creuse, Vue du pont Charraud |      | huile sur toile         | 65 × 81 cm            | Collection privée, Vente 2009                 | Catalogue Sotheby'sconsulté le 2 mars 2023 |
|       | Nature morte | Nature morte au vase de fleurs             |      | huile sur toile         | 65 × 54 cm            | Collection privée, Vente 2020                 | Catalogue Sotheby'sconsulté le 3 mars 2023 |
|       | Paysage      | Sur les bords de la Lys                    |      | huile sur toile         | 65 × 82 cm            | Collection privée                             | Fiche Atlas                                |
|       | Paysage      | Tournant de route après la pluie           |      | huile sur toile         | 60 × 74 cm            | Musée d'Orsay, Paris                          | Muséeconsulté le 5 mars 2023               |

- Musée du Petit Palais de Genève : 
  -  Paysage d'Île-de-France, hst, 1885
  - Neige à Ivry, hst, 1895